# بنجامین استارک
بنجامین استارک (به انگلیسی: Benjamin Stark) سناتور سابق عضو حزب دموکرات ایالات متحده آمریکا بود. وی در سال ۱۸۶۱ تا ۱۸۶۲ میلادی سناتور ایالت اورگن در سنای ایالات متحده آمریکا بود.